# Quelques danses
Quelques danses op. 26 est une suite de quatre danses pour piano d'Ernest Chausson. Commencée à Glion, village de Montreux en juillet 1896 et terminée à Bas-Bel-Air, près de Versailles, la suite est dédiée à Henriette de Bonnières, épouse de Robert de Bonnières, et elle est créée le 3 avril 1897 par Édouard Risler à la Société nationale de musique à Paris. Ces quatre pièces constituent la principale œuvre pour piano du compositeur.

## Présentation
Pour Guy Sacre, « quiconque a joué une seule fois, ou une seule fois entendu, les Quelques danses de Chausson, dix minutes d'admirable musique, n'a plus qu'à nourrir un éternel regret ». Avec cette Suite pour piano, Chausson s'inscrit dans le mouvement de retour aux formes classiques, dans un style plus objectif et moins romantique, mouvement initié par Claude Debussy, avec qui les relations amicales se sont arrêtées en 1894. « Renouant avec l'art des salons, Chausson donne libre cours à sa fantaisie créatrice, sans contrainte ni effort », et il « affirme sa volonté d'écrire dans un style de plus en plus libre, dépouillé, tendant vers la musique pure ».

### Contexte
Le 14 novembre 1892, Ernest Chausson écrit à l'un de ses amis : 

« Si j'arrive jamais à réaliser l'œuvre que je voudrais faire, ce ne sera ni un drame, ni une symphonie, mais un simple cahier de morceaux pour piano, bien intimes, et qu'on n'aurait jamais envie de jouer que dans la solitude. »

En 1895, Chausson n'avait encore composé pour le piano que trois Sonatines et Cinq fantaisies op. 1 (détruites) entre 1878 et 1880, une Marche militaire inédite en 1884 et des esquisses de quelques mesures. Au début de 1895, lors d'un séjour à Fiesole près de Florence, en même temps qu'il entreprend la composition des Serres chaudes il retourne à la composition pour piano avec Paysage, dont Jean Gallois souligne l'intérêt pour la connaissance du compositeur : « Mieux qu'une peinture trop fidèle, voire impressionniste, Chausson ne livrerait-il pas l'image — symboliste — de son paysage intérieur ? »

Quelques mois plus tard, au début de 1896, alors qu'il a recommencé à tenir un journal pendant deux mois (arrêté le 25 février), il termine le Roi Arthus et les Serres chaudes. Il compose ensuite rapidement le Poème pour violon et orchestre, commencé en avril et fini en juin à Glion. Il écrit alors à Pierre de Bréville, au début du mois de juillet : 

« Pas drôle la Suisse, mais la présence toute proche des Bonnières à Montreux nous a fait cette année paraître le temps moins long […] J'y ai travaillé un peu. J'ai terminé — enfin — le morceau de violon pour Ysaÿe — le Poème — et écrit quelques danses pour le piano. »

C'est donc au cours de cette féconde année 1896 qu'il écrit cette suite de danses.

### Dédicace
L'œuvre est dédiée à l'épouse de Robert de Bonnières — romancier, chroniqueur au Figaro, amateur d'art proche de d'Indy et de Chausson — Henriette de Bonnières, « une personne avec laquelle on ne peut pas se donner le plaisir de se lier, parce que ce serait se préparer un chagrin », rapporte Edmond de Goncourt qui voyait en elle une « extraordinaire poseuse », « une perruche bruyante et jacassante ».

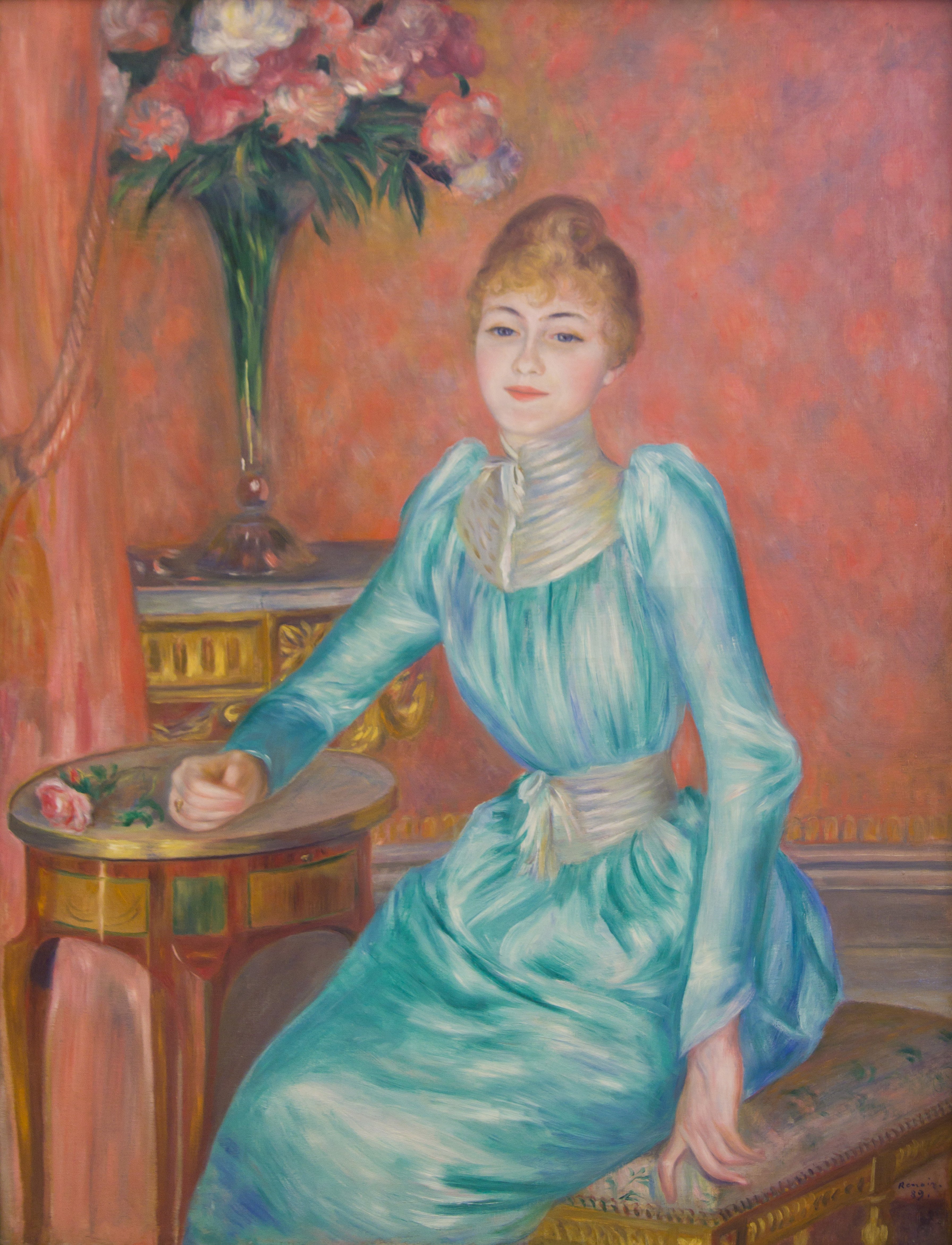
Portrait d'Henriette de Bonnières par Auguste Renoir

### Composition
En 1896, Chausson a pris connaissance de la Suite bergamasque et des premières versions des pièces de Pour le piano de Debussy (commencées bien avant 1901, année de leur publication), en même temps que son évolution esthétique le pousse à alléger et simplifier son écriture harmonique. Avec cette suite, il se libère de l'emphase quelque peu germanisante de Franck et se rapproche de Debussy, autant par l'esprit que par certaines harmonies. 
Cette suite est une des premières œuvres pour piano qui explore le passé musical français dans une synthèse moderne, anticipant sur le Tombeau de Couperin de Ravel : « L'ancien air à danser est devenu tableau ; tableau empreint généralement d'une douce tristesse. Les Quelques danses de Chausson expriment avec un charme particulièrement prenant tout ce que ce rêve du passé peut receler de nostalgie ». Vladimir Jankélévitch oppose ainsi deux esthétiques : « Le lyrisme chez Ravel revêt la forme chorégraphique » — en effet, les trois chansons de Don Quichotte à Dulcinée peuvent être considérées comme une suite de danses : guajira, zortzico et jota aragonese — « alors que chez Ernest Chausson c'est juste l'inverse : ses forlanes, pavanes et sarabandes ressemblent à des élégies ».

## Structure
Dans l'esprit de la suite de danses, des intitulés chorégraphiques remplacent les indications agogiques italiennes mais les quatre pièces « ne se présentent en rien comme des pastiches « néo-classiques », ne serait-ce qu'en raison d'un langage harmonique qui unit étroitement tonalité et modalité, chromatisme, accords de septième et de neuvième ».

### Dédicace
Terminée le 28 août 1896 à Bas-Bel-Air, comme noté sur le manuscrit, c'est une page expressive qui ne rappelle aucune danse de l'époque baroque et est un court prélude, à la tonalité (sol majeur) plus suggérée que vraiment établie, où la main droite juxtapose de courts segments au souple balancement rythmique.
Dans une forme A-B-A en sol majeur, les sonorités voilées avec des dissonances non résolues, et les dernières mesures restent suspendues sur la septième de dominante en vibration,. Un intervalle de seconde majeure, lancinant, « anticipe de  debussystes Pas sur la neige ».

### Sarabande
Terminée à Glion le 5 juillet, la sarabande est écrite dans une tonalité bien définie, oscillant entre si bémol majeur et sol mineur, avec des successions modales « qui ponctuent discrètement son élégance grave, lente et son parfum d'un autrefois enfui… » Avec sa « structure en arche (A-B-C-B'-A'), cette page annonce l'Hommage à Rameau du premier livre d'Images de Debussy ».
En 1903, celui-ci écrit : « On doit les aimer toutes, ces danses ; pourtant, je dirai ma particulière dévotion pour la Sarabande. Pourquoi faut-il que l'émotion qu'elle me donne s'augmente douloureusement du sentiment qu'il n'est plus parmi nous, qu'on ne reverra non plus la bonté bienveillante et sûre de son sourire ». Pour Harry Halbreich, « durant le dernier quart du XIXe, le goût des compositeurs français — Satie, Duparc, Chausson et Ravel, outre Debussy — pour l'accord de neuvième de dominante ou, sans sa fondamentale, de septième diminuée, révèle les premières ambiguïtés tonales, prenant la forme d'une contrepartie musicale de l'impressionnisme », créant un sentiment de suspens continu quand il se trouve lié à d'autres accords semblables en succession, et le morceau est effectivement une succession de « septièmes et neuvièmes moelleuses » renouant avec un air d'archaïsme qui évoque la Sarabande de Pour le piano de Debussy, bien que Ralph Scott Glover ait noté de grandes différences entre les deux pièces, celle de Chausson ayant la plupart du temps l'aspect d'une mélodie accompagnée d'accords, alors que chez Debussy il s'agirait plutôt d'une mélodie d'accords parallèles.
Anthony Girard analyse l'agencement de cette première phrase, considérant chacune des deux premières mesures comme une anacrouse comportant elle-même un accent très expressif sur le second temps (accord de onzième de dominante, puis de neuvième de dominante), avant la résolution qui commence sur la troisième mesure.
Guy Sacre compare cette pièce des Quelques danses avec son équivalent dans la Suite en sol de Gustave Samazeuilh, où « les parties tâchent de chanter toutes, y arrivent parfois, mais l'excès chromatique produit ici des ravages : quelle différence avec la Sarabande de Chausson… »

### Pavane
Première page composée, datant du 10 juin 1896, cette pavane « s'avance « sans hâte », dans un large mouvement de noble gravité ». La mélodie plane sur « un courant continu de croches à 
 aux deux mains… avant une deuxième idée de ligne fauréenne et caressée d'harmonies languides ».
En « mode de la sur mi », cette pièce joue « des irisations d'un fa tantôt dièse, tantôt naturel ».

### Forlane
La forlane, sur une ample mesure à 
 dans le style d'une toccata — dans une structure A-B-A'-B'-Coda en sol mineur — commence avec les deux mains à l'unisson, établissant un mouvement perpétuel de croches groupées alternativement par 2 ou par 3, donnant sur deux mesures un rythme caractéristique lié à la division de chaque demi-mesure alternativement en 3 noires puis 2 noires pointées, qu'on retrouvera dans le finale du Quatuor avec piano.
Le mouvement parallèle des deux mains continue, parfois à deux octaves d'intervalle, tandis que s'élève également aux deux mains un chant de tierces, dans une atmosphère « sombre et orageuse, et ce pianisme est difficile et peu confortable ». Une partie centrale superpose un accompagnement de tierces murmurées à la main droite sur un chant de la main gauche, avant la reprise amplifiée du début, le motif initial étant repris en octaves à travers tout le clavier, avant une fin rayonnante, « coda brillante en sol majeur ».

## Création
La première audition publique des Quelques danses a lieu le 3 avril 1897, à la Société nationale de musique, sous les doigts d'Édouard Risler qui accompagne également les Serres chaudes, op. 24.

## Postérité

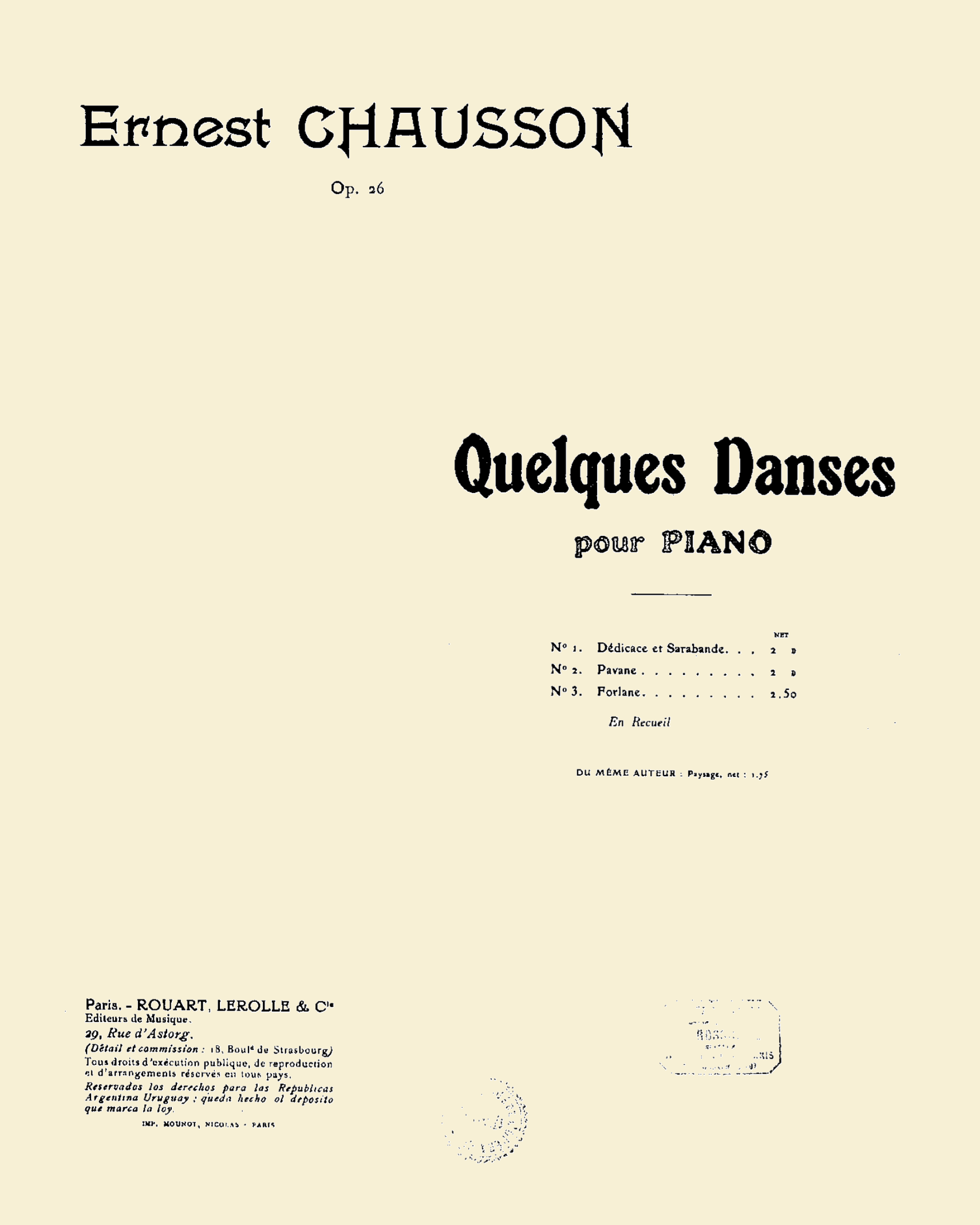
Page de titre de l'édition originale des Quelques Danses,.

Les Quelques danses, « cet op. 26, referme le maigre corpus pianistique de Chausson, dont il constitue le chef-d'œuvre ».
L'œuvre dans son ensemble fut appréciée dans les années qui suivirent sa composition. Outre l'admiration de Debussy pour la Sarabande, les critiques furent favorables, alors que le Poème pour violon et orchestre ne recevait qu'un « accueil réservé ». Pour Léon Vallas, « jamais Chausson ne sacrifie l'ensemble à la recherche de l'harmonie inattendue ou du joli détail imprévu : sa mélodie se développe avec calme, s'étend en longueur sans jamais devenir banale, mais en conservant toujours un cachet très personnel de sincérité émue et de mélancolique distinction », et il loue le caractère « pianistique » de la suite « où tout est adroitement écrit pour le clavier ».
Willy décrit la suite comme une « œuvre délicate et charmeuse, de sourire las et de soupir retenu où la mélodie chuchote sur des harmonies mélancoliques comme la fuite voltigeante, par les allées d’un parc, des feuilles désabusées de l'automne ».
Selon Guy Sacre, « le Chausson des Quelques danses, le Debussy de la Suite bergamasque et le Ravel du Menuet antique ont préparé ce retour au goût Louis XV, ces thèmes trop jolis sans doute et trop enrubannés, ces harmonies trop framboisées » qui imprègnent les Stances à Madame de Pompadour de Déodat de Séverac.
En 1943, Paul Landormy regrette que les Quelques Danses soient « aujourd'hui beaucoup trop négligées ». Considérant la mort accidentelle du compositeur à l'âge de 44 ans, « qui peut sire si, avec le temps, cette nouvelle phase de son évolution créatrice n'eût point permis à Chausson de rejoindre la cohorte des Debussy, Ravel ou Roussel dans cette volonté des musiciens français de contourner un Romantisme et un Classicisme trop marqués par l'Allemagne pour retrouver, sinon la lettre, du moins l'esprit d'une musique française « baroque » dont le goût avait dominé le concert européen ? »

## Discographie
- Quelques danses par Jean Doyen, piano (années 1960, LP Erato STU 70470/72) (OCLC 37837743) — avec des œuvres de Déodat de Séverac, Vincent d'Indy, Guy Ropartz et Albéric Magnard.
- Quelques danses par Grant Johannesen, piano (1972–1976, Vox CD3X 3032/ArkivCD) (OCLC 32301462 et 78602573) — avec le Concerto pour piano no 4 de Camille Saint-Saëns, etc.
- Quelques danses par Pierre Leconte, piano (mai 1985, Adda) (OCLC 21485451) — avec des œuvres de Déodat de Séverac, Emmanuel Chabrier et Francis Poulenc.
- Quelques danses par Marie-Catherine Girod, piano (1989, LP FY 116) — avec la Sonate en mi mineur, op. 63 de Vincent d'Indy et Promenades d'Albéric Magnard, réédité le 13 février 2015 chez Solstice (anciennement FY).
- Quelques danses par Jean Hubeau, piano (11-13 février 1992, Erato/Radio France 4509-96221-2) (OCLC 48537618) — avec Paysage, op. 38 et des œuvres de César Franck et Paul Dukas.
- Quelques danses par Michel Bourdoncle, piano (6-7 mars 1994, Doron music) (OCLC 779701156)
- Quelques danses par Denis Pascal, piano (février 2005, Polymnie POL 510 136) (OCLC 421895761) — avec Gérard Poulet et le Quatuor Benaim pour Concert op. 21 et le Poème op. 25.
- Quelques danses par Paul Orgel, piano (29-31 août 2014, MSR Classics) (OCLC 908574430) — avec des œuvres de Josef Suk (op. 28) et Max Reger (op. 82)

### Partition
- Ernest Chausson, Quelques danses op. 26, pour piano (partition), Paris, Rouart et Lerolle, 1897, 20 p., in-folio (BNF 13910454, lire en ligne)

### Ouvrages généraux
- Louis Aguettant, La Musique de piano : des origines à Ravel, Paris, Albin Michel / L'Harmattan, coll. « Les Introuvables », 1999 (1re éd. 1954), 446 p. (ISBN 978-2-738-48141-2),
- Edmond de Goncourt, Journal : Mémoires de la vie littéraire, vol. III : 1887–1896, Paris, Robert Laffont, coll. « Bouquins », 1989, 1470 p. (ISBN 978-2-221-05945-6),
- Anthony Girard, L'analyse du langage musical : De Corelli à Debussy, vol. 1, Paris, Éditions Billaudot, 2001, 244 p. (ISMN M-043-06957-7, BNF 39642507),
- Paul Landormy, La Musique française de Franck à Debussy, Paris, Gallimard, 1943, 248 p. (ISBN 2-07-023708-7),
- Guy Sacre, La musique de piano, vol. I (A-I), Paris, Robert Laffont, coll. « Bouquins », 1998, 1495 p. (ISBN 978-2-221-05017-0), p. 623-627. ,
- Guy Sacre, La musique pour piano : dictionnaire des compositeurs et des œuvres, vol. II (J-Z), Paris, Robert Laffont, coll. « Bouquins », 1998, 2998 p. (ISBN 978-2-221-08566-0), p. 2676-2695,
- François-René Tranchefort (dir.), Guide de la musique de piano et de clavecin, Paris, Fayard, coll. « Les Indispensables de la musique », 1987, 867 p. (ISBN 978-2-213-01639-9, OCLC 17967083), p. 209. .

### Monographies
- Jean Gallois, Ernest Chausson, Paris, Fayard, 1994, 605 p. (ISBN 978-2-213-03199-6). ,
- Jean Gallois et Isabelle Bretaudeau, Ernest Chausson : écrits inédits : journaux intimes, roman de jeunesse, correspondance, Monaco, Éditions du Rocher, 1999, 505 p. (ISBN 978-2-268-03087-6). ,
- Vladimir Jankélévitch, Ravel, Paris, Seuil, coll. « Solfèges », 1956, rééd. 1995, 220 p. (ISBN 978-2-02-023490-0 et 2-02-023490-4),
- Edward Lockspeiser et Harry Halbreich, Claude Debussy, Paris, Fayard, 1980, 823 p. (ISBN 978-2-213-00921-6),
Edward Lockspeiser, Claude Debussy, sa vie et sa pensée [« Debussy, his life, his mind »], Paris, Fayard, 1980, p. 7-529,
Harry Halbreich, Claude Debussy, analyse de l'œuvre, Paris, Fayard, 1980, p. 533-748.
- (en) Ralph Scott Grover, Ernest Chausson, the man and his music [« Ernest Chausson, l'homme et sa musique »], The Athlone Press, 1980, 245 p. (ISBN 0-485-11217-5). ,
- Gilles Thiéblot, Ernest Chausson, Paris, bleu nuit éditeur, coll. « horizons » (no 86), 2021, 176 p. (ISBN 978-2-358-84102-3).

### Articles
- Collectif, Aperçu d'un catalogue historique de l'œuvre française de piano, Montauban, Académie des sciences, belles-lettres et arts de Tarn-et-Garonne, 1913, 139 p. (lire en ligne),
- Claude Debussy, Monsieur Croche, antidilettante et autres écrits, Paris, Gallimard, coll. « L'Imaginaire », 1987 (articles rassemblés de 1901 à 1917), 362 p. (ISBN 978-2-07-071107-9 et 2-07-071107-2),
- Florent Schmitt, « Les Concerts », Le Temps,‎ 15 décembre 1934 (lire en ligne),
- Léon Vallas, « Les maîtres contemporains français du piano : Ernest Chausson, Emmanuel Chabrier », Revue musicale de Lyon,‎ 11 février 1906 (lire en ligne),
- Willy (« L'ouvreuse du Cirque d'été »), Garçon, l'audition !, Paris, H. Simonis-Empis, 20 novembre 1899 (articles réunis en volume, 1901), 301 p. (lire en ligne).